# Gerd Gies
Gerd Gies (ur. 24 maja 1943 w Stendalu) – niemiecki polityk i lekarz weterynarii, działacz Unii Chrześcijańsko-Demokratycznej (CDU), poseł do Izby Ludowej, w latach 1990–1991 premier Saksonii-Anhaltu.

## Życiorys
Po ukończeniu nauki na początku lat 60. pracował jako hodowca bydła. Studiował następnie weterynarię na Uniwersytecie w Lipsku, doktoryzując się w 1969. Od 1970 pracował jako lekarz weterynarii, m.in. w jednym z państwowych kombinatów mięsnych.
Od 1970 należał do działającej w NRD CDU, był m.in. przewodniczącym jej struktur okręgowych. W wyniku demokratycznych wyborów z marca 1990 zasiadł w Izbie Ludowej. W 1990 uzyskał także mandat posła do landtagu, a po zjednoczeniu Niemiec stanął też na czele krajowych struktur Unii Chrześcijańsko-Demokratycznej. Również w 1990 objął urząd premiera Saksonii-Anhaltu, który sprawował do 1991. Ustąpił, gdy zarzucono mu wywieranie wpływu na parlamentarzystów, co do których pojawiły się podejrzenia o współpracę ze Stasi, by rezygnowali z mandatów. Odszedł w tym samym roku z funkcji partyjnej. Do 1998 pozostawał deputowanym do landtagu.
Od końca lat 90. zawodowo związany z sektorem energetycznym jako członek zarządu i prezes spółek prawa handlowego. W 2003 został drugim przewodniczącym organizacji branżowej Bundesverband Neue Energiewirtschaft. Był też prezesem działającej na rzecz ochrony zwierząt organizacji Bundesverband Tierschutz.